# Matase
Matase – wieś w Chorwacji, w żupanii szybenicko-knińskiej, w gminie Promina. W 2011 roku liczyła 50 mieszkańców.